# Agelastes
Agelastes là chi chim thuộc họ Gà Phi.

## Các loài
Chi này có hai loài:
- Agelastes meleagrides: Gà Phi ngực trắng
- Agelastes niger: Gà Phi đen